# Heteragrion cooki
Heteragrion cooki là loài chuồn chuồn trong họ Megapodagrionidae. Loài này được Daigle & Tennessen mô tả khoa học đầu tiên năm 2000.